# Е
Е, Ǝ, е, ɘ是一个广泛用在斯拉夫语言的西里尔字母。在俄语、白俄罗斯语中，它的称呼为 е, je；在保加利亚语、马其顿语、塞尔维亚语、乌克兰语中，它的称呼为 е, e。Е 与 Є 一样是由希腊字母 Ε 演变而成。
在俄语中，Ё, ё 字母顶上的两点很多时都被省去，变成 Е, е。

## 字母的次序
在俄语、白俄罗斯语字母中排第6位，在保加利亚语字母中排第7位，在乌克兰语、塞尔维亚语、马其顿语字母中排第8位。

## 音值
在俄语為半閉前不圓唇元音/e/、白俄罗斯语为半開前不圓唇元音/ɛ/，在乌克兰语、保加利亚语、塞尔维亚语、马其顿语等为 /e/ 或 /ɛ/ 等音值。

## 字符编码
| 字符编码 | Unicode | ISO 8859-5 | KOI-8 | GB 2312 | HKSCS |
| -------- | ------- | ---------- | ----- | ------- | ----- |
| 大写 Е   | U+0415  | B5         | E5    | A7A6    | C7F8  |
| 小写 е   | U+0435  | D5         | C5    | A7D6    | C85A  |

## 相關字母及其它類似字符
- Ε ε : 希臘字母 ε
- E e : 拉丁字母 e
- Ɛ ɛ : 拉丁字母 ɛ
- Ё ё : 西里爾字母 ё
- Є є : 西里爾烏克蘭語字母 є
- Ԑ ԑ : 西里爾字母反轉 ԑ
- Э э : 西里爾字母 e

## 参閲
- Ё ё（西里尔字母）
- Ε ε（希腊字母）
- E e（拉丁字母）

## 外部連結
- 维基词典中的词条「Е」
- 维基词典中的词条「е」